# Piper mituense
Piper mituense är en pepparväxtart som beskrevs av Trel. & Yunck.. Piper mituense ingår i släktet Piper och familjen pepparväxter. Inga underarter finns listade i Catalogue of Life.